# Twinbus
TwinBus ist der Name eines Quasi-Standards in der Gebäudeautomatisierung, der vor der Entwicklung des allgemeinen Standards KNX (früher EIB) entstand. TwinBus wird insbesondere in der Realisierung von Türklingel-, Haustelefon- und Toranlagen in Wohnanlagen und Wohngebäuden auf der Basis von Bus-Technik verwendet.

## Technik
TwinBus-Geräte umfassen busgestützte Haustelefone, Türfreisprechverstärker und Steuergeräte. Zentraler Bestandteil einer TwinBus-Anlage ist das (Basis-)Steuergerät der Anlage, je nach Hersteller auch Netzgerät genannt, da es die Stromversorgung enthält und die Kontrolle über das Busnetz ausübt.
Die TwinBus-Steuergeräte sind im Prinzip SPS in Hutschienentechnik.
Eine TwinBus-Anlage enthält als Sensoren zum Beispiel die Klingelknöpfe eines Anwesens und steuert zum Beispiel Tastrelais für die Außenbeleuchtung und vorhandene elektrische Torantriebe (mit jeweils eigener Steuerung, die hierdurch aktiviert wird). Auch weitere Anschlüsse, beispielsweise einer Türvideoanlage, sind möglich.
TwinBus folgt nicht dem KNX-Standard, kann aber seit einiger Zeit über einen Umsetzer an ein KNX-Netz adaptiert werden. Im Vergleich zu KNX ist der Funktionsumfang begrenzt: Als mögliche TwinBus-Befehle zum Ansteuern des KNX werden Codeschloss, Tastenmodul, Lichtschaltfunktion der Sprechstellen und Schaltfunktion genannt. Ein zusätzliches Codiermodul kann die KNX-Funktionen Schalten, Wertgeber und Zwangsführung von der TwinBus-Anlage aus erschließen. Unter der Marke TwinBus werden inzwischen auch KNX-fähige Geräte vertrieben. Bestimmte Telefonanlagen können TwinBus adaptieren, z. B. AGFEO.

## Geschichte
Bereits Mitte der 1980er Jahre sind die ersten Überlegungen zur Anwendung der Bustechnologien für die elektrische Installationstechnik und zur Gebäudetechnik parallel von verschiedenen Firmen angeregt worden. Obwohl man erkannt hat, dass die Markteinführung von herstellerspezifischen Systemen einer breiten Marktdurchdringung im Wege stehen würde und dem Bauherren die unterschiedlichsten proprietären „Standards“ und „Systeme“ bescheren würde, wurde genau dies augenscheinlich eben trotzdem getan – parallel zu oder zeitlich vor standardisierten Systemen wie KNX, das zunächst als EIB bekannt wurde.
TwinBus wurde von der Firma Ritto (Ritto-Werk Loh GmbH & Co. KG) entwickelt, deren eingetragenes Warenzeichen die Bezeichnung TwinBus ist.

## Verbreitung
Der TwinBus-Standard wird von verschiedenen Herstellern im Gebäudetechnikbereich benutzt, u. a. RITTO GmbH & Co. KG Haus- und Gebäudekommunikation, Merten, Schneider Electric und Jacotec.
Die TwinBus-Technik ist seit den 1990er Jahren auf dem Markt, wird jedoch trotz der Konkurrenz seitens des stärkeren KNX-Standards weiterhin produziert und verkauft. Dadurch wird zugleich die Ersatzteil- und Ausbauversorgung gesichert. TwinBus-Anlagen finden sich überwiegend in Wohnanlagen und gehobenen Privatwohngebäuden.

## Unterschiede
Wesentlicher Unterschied zur konventionellen Schalttechnik ist die Trennung von Stromversorgung und Gerätesteuerung.
Mit der Bus-Technik werden Stromversorgung der Geräte und ihre Steuerung getrennt. Es gibt nun zwei Netze, das Stromnetz zur Stromversorgung mit 230 V Wechselspannung und das Steuerungsnetz. Diese werden unabhängig voneinander im Haus verlegt.

### Technik des TwinBus-Netzes
Zwischen dem Verbraucher (zum Beispiel Elektrogerät, Lampe, Fensteröffner) und der Netzspannung wird ein Steuerungsgerät, „Aktor“ genannt, eingebaut. Der Aktor ist an das TwinBus-Netz angeschlossen und erhält von diesem Daten. 
Erhält der Aktor den Befehl, dem Verbraucher Spannung zuzuführen, so schaltet er die Netzspannung an das Gerät durch. Der Befehl kann von unterschiedlichen Sensoren kommen.

### Vorteile von TwinBus
Mit der neuen Technik kann nun erstmals jede Art von elektrischem Verbraucher schnell und unkompliziert bedient werden. Durch Neuprogrammierung kann jede vorgesehene Art von Anschluss neu definiert werden.

### Nachteile
Beim direkten Vergleich mit einer herkömmlichen Elektroinstallation ist eine  KNX-Installation teurer. Es ergeben sich jedoch dann Kostenvorteile, wenn mehrere Gewerke (z. B. Beleuchtung, Beschattung und Heizung) miteinander kombiniert werden und dadurch Synergien entstehen. Durch den Einsatz von Aktoren in der Nähe des zu schaltenden Verbrauchers kann eine teure parallele Leistungsverkabelung vermieden werden. Im Idealfall hat jeder Raum eine Unterverteilung, bis zu der ein einziges Leistungskabel und eine Busleitung liegt. Erst von dort aus wird auf einzelne Verbraucher aufgespalten. Für Sensoren kann das Verlegen teurer, speziell abgeglichener Messleitungen stark reduziert werden, so dass nur die relativ preisgünstige Busverkabelung verwendet werden muss.
Der möglichen Energieeinsparung durch die zentrale Steuerung der angeschlossenen Verbraucher steht der eigene Stromverbrauch der TwinBus-Anlage gegenüber.